# Cathédrale Saints-Pierre-et-Paul de Clifton
Pour les articles homonymes, voir Cathédrale Saints-Pierre-et-Paul.
La cathédrale Saints-Pierre-et-Paul est la cathédrale catholique romaine de la ville anglaise de Bristol. Situé dans le quartier de Clifton, elle est le siège du diocèse de Clifton et est connue comme la « cathédrale de Clifton ».
Sa construction a eu lieu entre 1970 et 1973 par John Laing & Son, également maître d'œuvre de la cathédrale de Coventry.
La cathédrale fut consacrée le 29 juin 1973, elle remplaçait une pro-cathédrale qui avait été construite dans le milieu du XIXe siècle. Elle peut accueillir 1 000 personnes autour de l'autel.

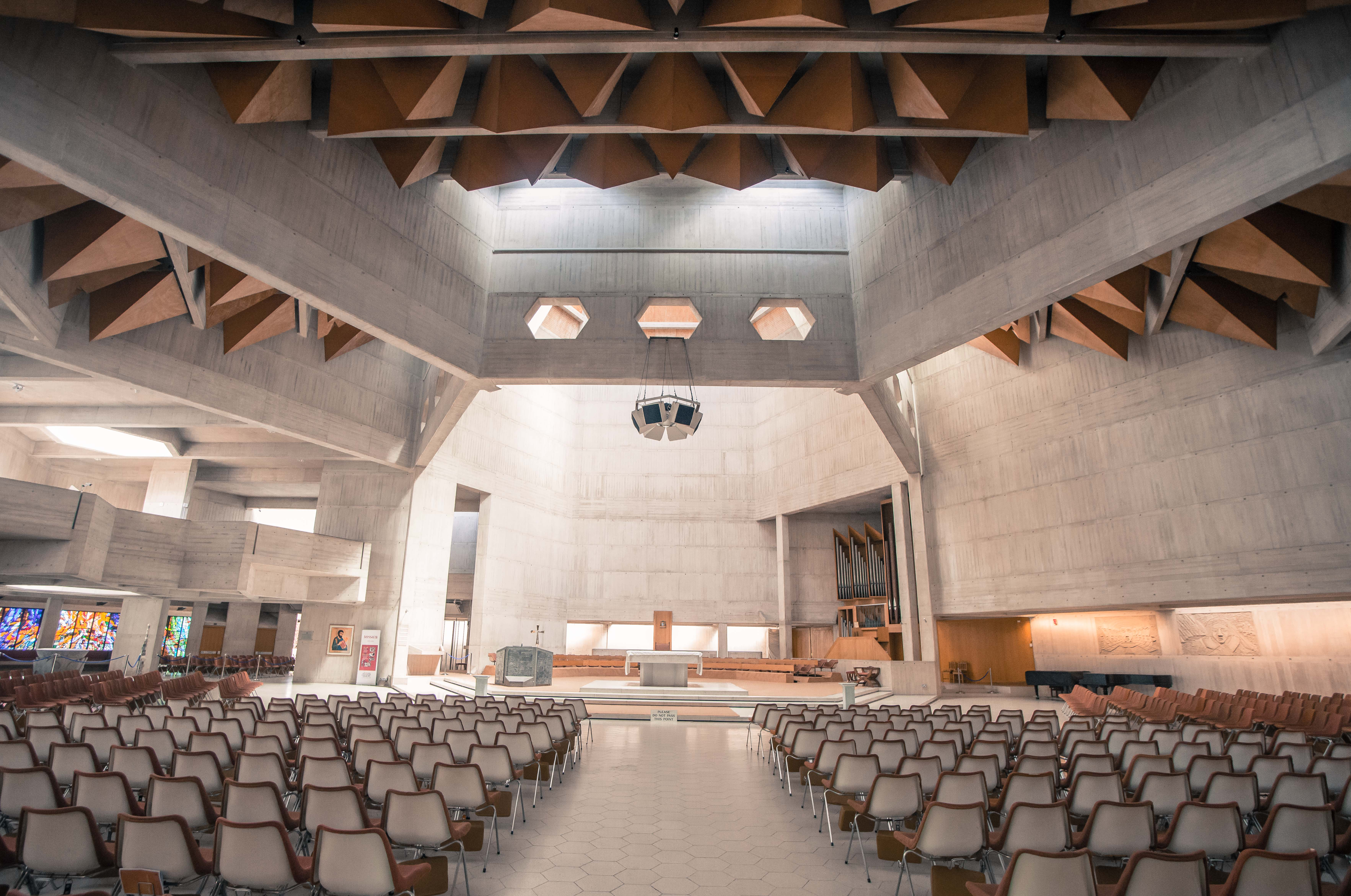
Nef et maître-autel.
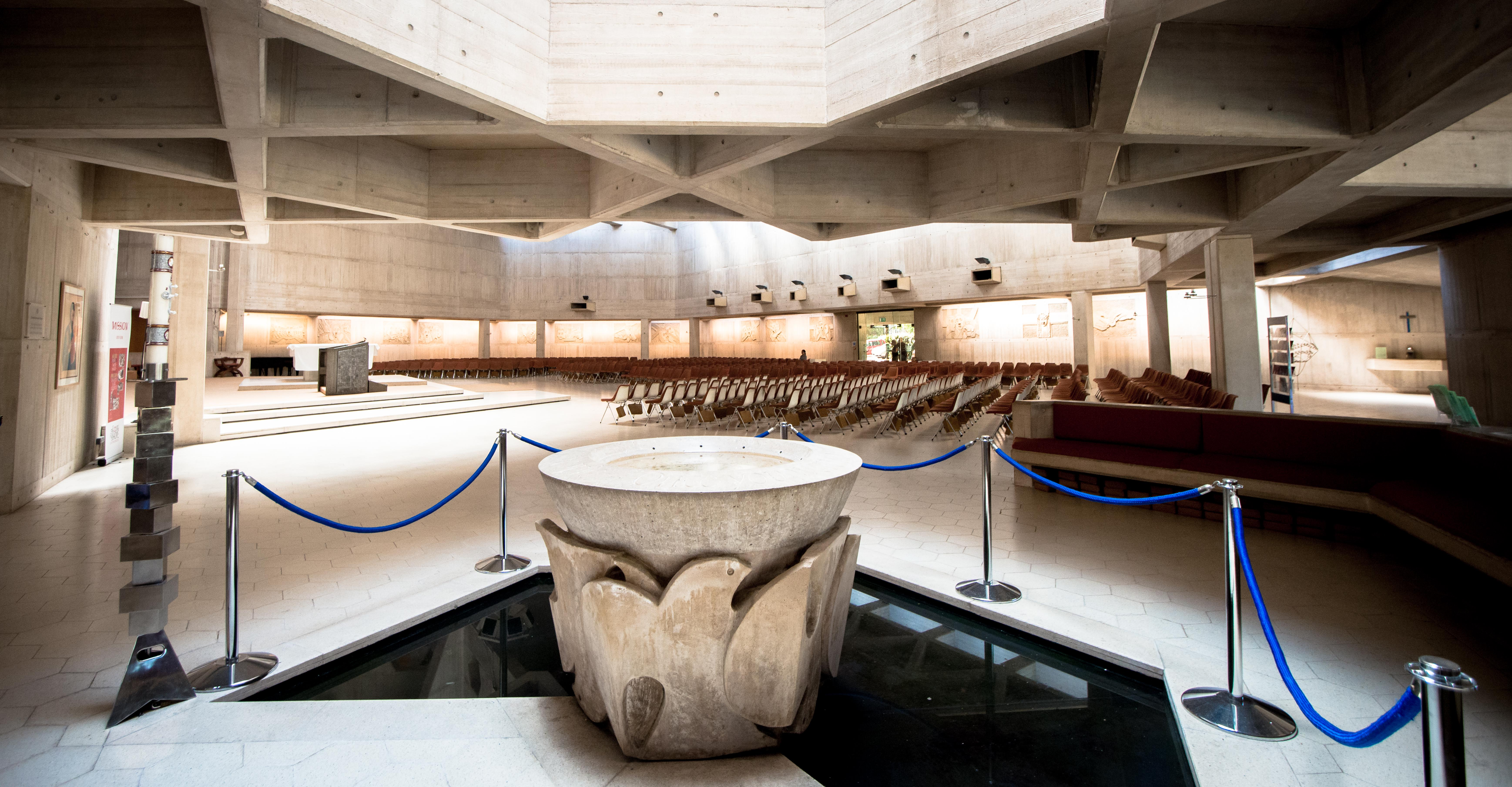
Fonts baptismaux.
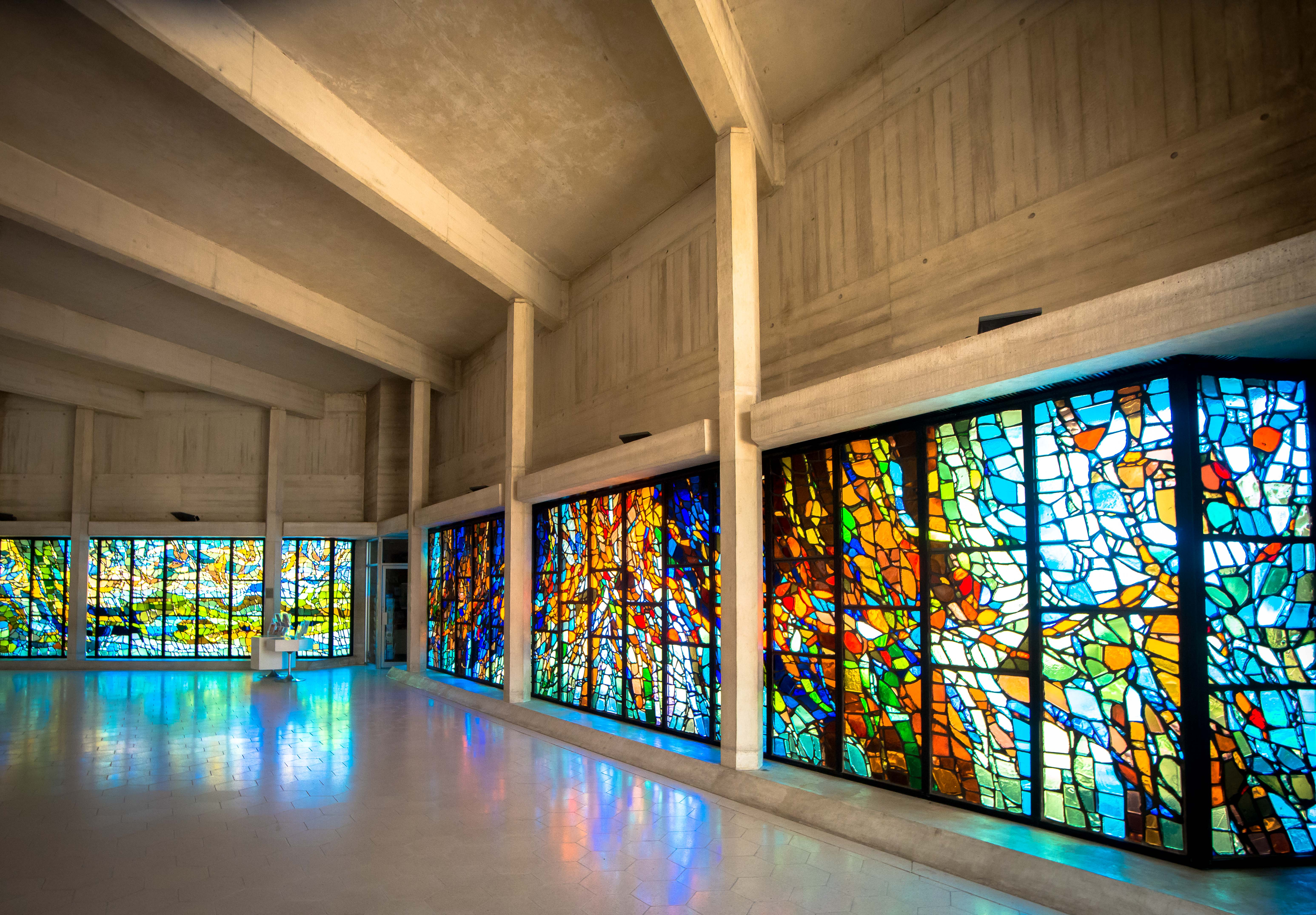
Vitraux.

## Source
- (en) Cet article est partiellement ou en totalité issu de l’article de Wikipédia en anglais intitulé « Clifton Cathedral » (voir la liste des auteurs).